# Wereldkampioenschappen schaatsen junioren 2017
De Wereldkampioenschappen schaatsen junioren 2017 vonden van 17 tot en met 19 februari plaats op de ijsbaan Oulunkylä te Helsinki, Finland. Het was de 46e editie van het WK voor junioren en de vijfde editie die in Finland plaatsvond. De edities van 1995, 2000, 2005 en 2011 vonden alle vier op de ijsbaan van Seinäjoki plaats.
Naast de allroundtitels voor jongens (46e) en meisjes (45e) en de wereldtitels in de ploegenachtervolging voor landenteams (16e) waren er voor de negende keer wereldtitels op de afstanden te verdienen. De jongens streden voor de titel op de 500, 1000, 1500 en 5000 meter en de meisjes voor de titel op de 500, 1000, 1500 en 3000 meter. Verder werden de wereldtitels op de teamsprint en de massastart voor de derde keer vergeven.
Aan het toernooi deden 73 jongens en 57 meisjes uit 20 landen mee.

## Programma
| Programma                                                 | Programma                                                                                           | Programma                                                                                       |
| vrijdag 17 februari                                       | zaterdag 18 februari                                                                                | zondag 19 februari                                                                              |
| --------------------------------------------------------- | --------------------------------------------------------------------------------------------------- | ----------------------------------------------------------------------------------------------- |
| 500 m meisjes 500 m jongens 1500 m meisjes 1500 m jongens | 1000 m meisjes 1000 m jongens 3000 m meisjes* 5000 m jongens* Teamsprint meisjes Teamsprint jongens | Ploegenachtervolging meisjes Ploegenachtervolging jongens Massastart meisjes Massastart jongens |

* 3000m meisjes en 5000m jongens met kwartetstart 

## Medaillewinnaars
| Onderdeel     | Goud                                             | Zilver                                                 | Brons                                                             |
| Jongens       | Jongens                                          | Jongens                                                | Jongens                                                           |
| ------------- | ------------------------------------------------ | ------------------------------------------------------ | ----------------------------------------------------------------- |
| 500 m         | Koki Kubo                                        | Sun Xuefeng                                            | Roeslan Zacharov                                                  |
| 1000 m        | Allan Dahl Johansson                             | Koki Kubo                                              | Tyson Langelaar                                                   |
| 1500 m        | Allan Dahl Johansson                             | Chris Huizinga                                         | Tyson Langelaar                                                   |
| 5000 m        | Chris Huizinga BR                                | Marwin Talsma                                          | Graeme Fish                                                       |
| Allround      | Chris Huizinga                                   | Allan Dahl Johansson                                   | Tyson Langelaar                                                   |
| Massastart    | Chris Huizinga                                   | Oh Hyeon-min                                           | Graeme Fish                                                       |
| Teamsprint    | Nederland Niek Deelstra Thijs Govers Tijmen Snel | Canada Connor Howe David La Rue Tyson Langelaar        | Duitsland Ole Jeske Jeremias Marx Max Reder                       |
| Achtervolging | Japan Riki Hayashi Riku Tsuchiya Aoi Yokoyama    | Nederland Chris Huizinga Tijmen Snel Marwin Talsma     | Noorwegen Marius Bratli Magnus Bakken Haugli Allan Dahl Johansson |
| Meisjes       |                                                  |                                                        |                                                                   |
| 500 m         | Darja Katsjanova                                 | Sun Nan                                                | Jutta Leerdam                                                     |
| 1000 m        | Darja Katsjanova                                 | Joy Beune                                              | Béatrice Lamarche                                                 |
| 1500 m        | Jutta Leerdam                                    | Sanne In 't Hof                                        | Darja Katsjanova                                                  |
| 3000 m        | Joy Beune                                        | Sanne In 't Hof                                        | Jutta Leerdam                                                     |
| Allround      | Jutta Leerdam                                    | Joy Beune                                              | Sanne In 't Hof                                                   |
| Massastart    | Elisa Dul                                        | Sanne In 't Hof                                        | Béatrice Lamarche                                                 |
| Teamsprint    | China Li Huawei Yang Sining Sun Nan              | Italië Noemi Bonazza Chiara Cristelli Deborah Grisenti | Zuid-Korea Eom Chae-rin Hwang Da-som Kim Haeun                    |
| Achtervolging | Nederland Joy Beune Elisa Dul Sanne In 't Hof    | Japan Kanako Iijima Seia Kawamura Moe Kitahara         | Italië Noemi Bonazza Chiara Cristelli Deborah Grisenti            |

BR = baanrecord Chris Huizinga: 5km in 6.46,40

## Nederlandse deelnemers
| Jongens           | Jongens | Jongens | Jongens | Jongens | Jongens | Jongens | Jongens | Jongens |
| Naam              | 0500m   | 1000m   | 1500m   | 5000m   | Allr.   | Mass.   | TSpr.   | PAch.   |
| ----------------- | ------- | ------- | ------- | ------- | ------- | ------- | ------- | ------- |
| Niek Deelstra     | 7e      | 18e     |         |         |         |         | Goud    |         |
| Thijs Govers      | 9e      | 11e     |         |         |         |         | Goud    |         |
| Chris Huizinga    | 31e     | 5e      | Zilver  | Goud    | Goud    | Goud    |         | Zilver  |
| Tijmen Snel       | 16e     | dnf     | 12e     |         |         |         | Goud    | Zilver  |
| Marwin Talsma     |         |         |         | Zilver  |         | 22e     |         | Zilver  |
| Meisjes           |         |         |         |         |         |         |         |         |
| Naam              | 0500m   | 1000m   | 1500m   | 3000m   | Allr.   | Mass.   | TSpr.   | PAch.   |
| Joy Beune         | 14e     | Zilver  | 4e      | Goud    | Zilver  |         |         | Goud    |
| Elisa Dul         | 500     | 1000    | 1500    | 3000    |         | Goud    | 10e     | Goud    |
| Isabelle van Elst | 5e      | 5e      |         |         |         |         | 10e     |         |
| Sanne In 't Hof   | 19e     | 6e      | Zilver  | Zilver  | Brons   | Zilver  |         | Goud    |
| Jutta Leerdam     | Brons   | 7e      | Goud    | Brons   | Goud    |         | 10e     |         |